# Piper PA-47 PiperJet
Il Piper PA-47 PiperJet fu un business jet della categoria very light jet (VLJ), monomotore a getto e monoplano ad ala bassa, sviluppato dall'azienda aeronautica statunitense Piper Aircraft negli anni duemila e rimasto allo stadio di prototipo.
Il modello, destinato al mercato dell'aviazione generale di fascia superiore e ridesignato PiperJet Altaire prima della presentazione ufficiale, benché risultasse tecnologicamente avanzato, impiegando sistema avionico digitale integrato Garmin G1000 e spinto dal motore turboventola Williams FJ44-3AP da 12,5 kN, dato l'elevato prezzo di listino non riuscì a sottoscrivere alcun ordine e il progetto venne definitivamente cancellato nell'ottobre 2011.